# Escherichia coli
Escherichia coli (/eʃe'ɾikia 'kɔli/, mais conhecida pela abreviatura E. coli), é uma bactéria bacilar Gram-negativa que se encontra normalmente no trato gastrointestinal inferior dos organismos de sangue quente (endotérmicos). A maioria das estirpes de E. coli são inofensivas, mas alguns sorotipos podem causar graves intoxicações alimentares nos seres humanos, e são ocasionalmente responsáveis pela recolha de produtos alimentícios devido à sua contaminação. As estirpes inofensivas constituem parte da microbiota intestinal humana normal, e podem ser benéficas para os seus hospedeiros ao produzirem vitamina K2, e impedirem que ali se estabeleçam bactérias patogénicas.
E. coli e as bactérias relacionadas constituem cerca de 0,1% da microbiota intestinal, e a transmissão fecal-oral é a principal via utilizada pelas cepas patogénicas que causam doenças. As células desta bactéria podem sobreviver fora do corpo por um tempo bastante limitado, o que faz com que sejam um organismo indicador ideal para comprovação da contaminação fecal em amostras quando extraídas para o meio ambiente. Entretanto, existe um crescente número de investigações que identificaram a E. coli persistentes no meio ambiente, capazes de sobreviver por um longo período de tempo fora de um hospedeiro.
A bactéria também pode crescer e ser cultivada facilmente e a baixo custo em laboratório, e tem sido intensamente investigada há mais de 60 anos. Assim, pode-se dizer que a E. coli é o organismo modelo procariota mais estudado, e uma importante espécie no campo da biotecnologia e microbiologia, onde serviu como organismo hóspede para a maioria dos trabalhos sobre o ADN recombinante. Em condições favoráveis, leva apenas 20 minutos para se reproduzir.
Juntamente com o Staphylococcus aureus é a mais comum e uma das mais antigas bactérias simbiontes da humanidade. Foi descoberta pelo alemão-austríaco Theodor Escherich, em 1885.

## Características
A E. coli assume a forma de um bacilo e pertence à família das Enterobacteriaceae. São aeróbias e anaeróbias facultativas. O seu habitat natural é o lúmen intestinal dos seres humanos e de outros animais de sangue quente. Possui múltiplos flagelos dispostos em volta da célula. Algumas espécies são tão similares ao Shigella e tão diferentes entre si que alguns biólogos recomendam que ambos sejam re-classificados.
A E. coli é um dos poucos seres vivos capazes de produzir todos os componentes de que são feitos, a partir de compostos básicos e fontes de energia suficientes. Ela é lactase positiva, uma enzima fermentadora de açúcares que é grandemente responsável pela flatulência de cada pessoa, especialmente após o consumo de leite e seus derivados.
Possuem fímbrias ou adesinas que permitem a sua fixação, impedindo o arrastamento pela urina ou diarreia. Muitas produzem exotoxinas. São susceptiveis aos ambientes secos, aos quais não resistem. Possuem lipopolissacarídeo (LPS), como todas as bactérias Gram-negativas. Esta molécula externa ativa o sistema imunitário de forma desproporcionada e a vasodilatação excessiva provocada pelas citocinas produzidas pode levar ao choque séptico e morte em casos de septicémia.
Na E. coli, o genoma tem quase 5 milhões de pares de bases e vários milhares de genes codificando mais de 4000 proteínas (o genoma humano tem 3 bilhões de pares de bases e cerca de 27 mil proteínas).

## Epidemiologia

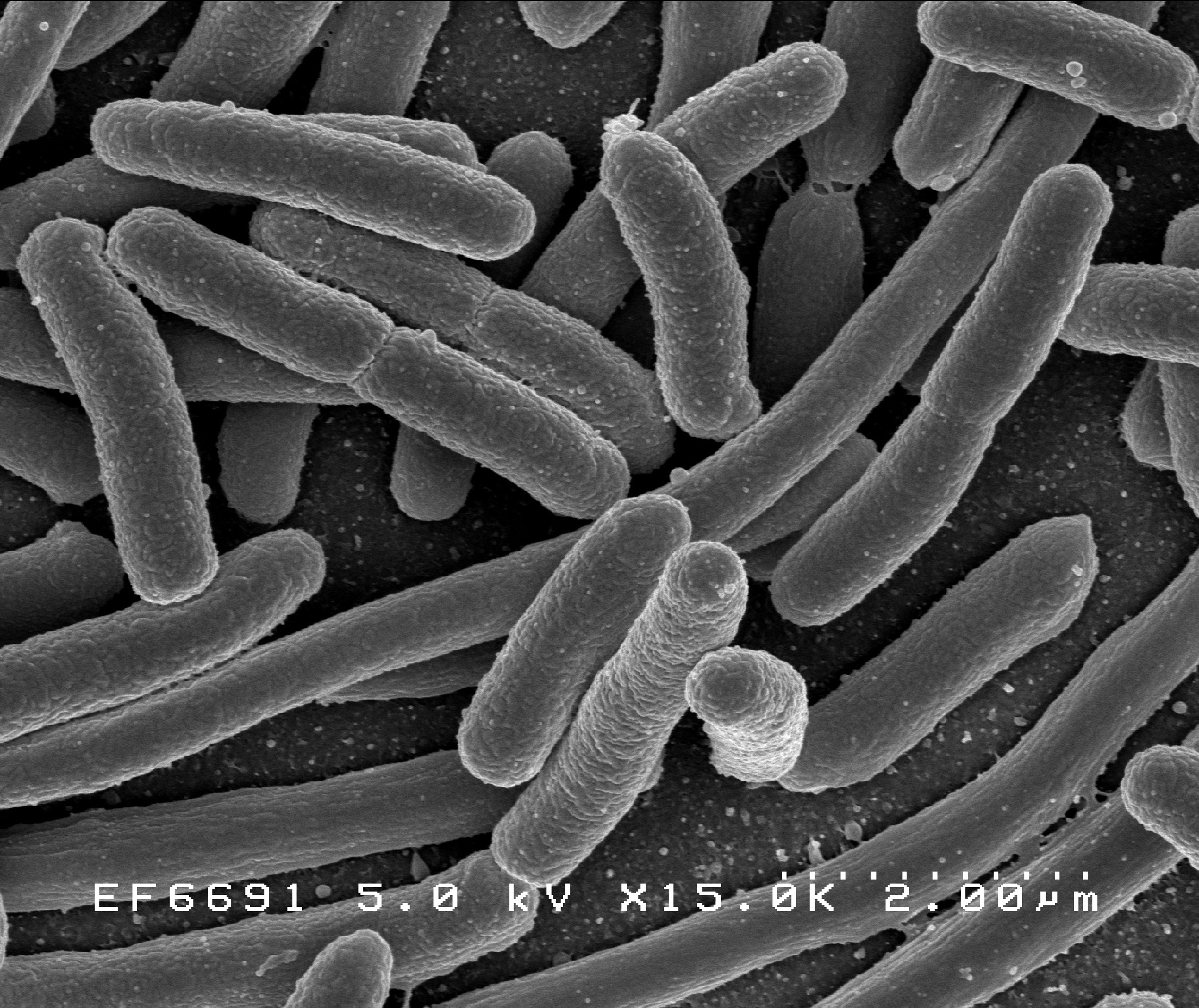
Escherichia coli ao microscópio electrónico

Existem, enquanto parte da microbiota normal no intestino, em grandes números. Cada pessoa evacua em média, com as fezes, um trilhão de bactérias E.coli todos os dias. A doença é devida à disseminação, noutros órgãos, das estirpes intestinais normais; ou nos casos de enterite ou meningite neonatal à invasão do lúmen intestinal por estirpes diferentes daquelas normais no indivíduo.
A presença da E.coli em água ou alimentos é indicativa de contaminação com fezes humanas (ou mais raramente de outros animais). A quantidade de E.coli em cada mililitro de água é uma das principais medidas usadas no controlo da higiene da água potável municipal, preparados alimentares e água de piscinas. Esta medida é conhecida oficialmente como índice coliforme da água.
A estirpe de E.coli que existe normalmente nos intestinos de um determinado indivíduo é bem conhecida e controlada pelo seu sistema imunitário, e raramente causa problemas exceto quando há debilidade do indivíduo. A maioria das doenças é devido a E.coli vindas de indivíduos diferentes e portanto de estirpe diferente, não reconhecida pelos linfócitos. As intoxicações alimentares em particular são quase sempre devidas a bactérias de estirpes radicalmente diferentes. O subgrupo Escherichia coli enterotoxigênica (ETEC) é responsável pela grande maioria das intoxicações alimentares entre turistas e viajantes. [carece de fontes?]
No Brasil, entre 2000 e 2002 a quantidade de infectados subiu de 12% para 18% em Santa Catarina. Essa quantidade de infectados está próxima a média de outros estados.

## Classificações
Uma de suas formas de classificar é pelos sintomas que causam quando são patogênicas:
1. EPEC ("Enteropathogenic E.coli" ; E.coli Enteropatogênica): causam diarreias não sanguinolentas epidêmicas em crianças, especialmente em países pobres. Têm um fator de adesão aos enterócitos, não produzem nenhuma enterotoxina, mas que causam a lesão histopatológica , resultando em destruição dos vilos do intestino delgado, com má absorção dos nutrientes e consequente diarreia osmótica. Há também febre, náuseas e vômitos. A EPEC foi a primeira categoria de E. Coli diarreiogênica identificada. Os primeiros estudos epidemiológicos relacionando EPEC com diarreia humana foram publicados na Alemanha nas décadas de 1920 e 1930.
2. ETEC ("Enterotoxic E.coli" ; E.coli Enterotoxinogênica): são a causa mais comum de diarreia do turista, sendo ingeridas em grandes números em comida mal cozida ou água contaminada com detritos fecais. Resolve com imunidade durante vários meses, logo o turista normalmente só é apanhado uma vez. Infectam principalmente o intestino delgado. Sintomas adicionais são dores violentas abdominais, vômitos, náuseas e febre baixa. Produzem enterotoxinas semelhantes à toxina da cólera, com atividade de adenilato ciclase. O aumento do GMPc (um mediador) dentro do enterócito causa aumento da secreção de electrólitos como cloro e sódio para o lúmen intestinal, seguidos de água por osmose. O resultado é diarreia profusa aquosa, tipo água de arroz, sem sangue. A bactéria tem fímbrias que lhe permite aderir fortemente ao epitélio e não ser completamente arrastada pela diarreia volumosa. A doença é perigosa para crianças pequenas devido à desidratação. Deve lhes ser administrada bastante água (mais é melhor que menos) com um pouco de sal e açúcar.
3. EIEC ("Enteroinvasive E.coli" ; E.coli Enteroinvasiva): são invasivas e destrutivas da mucosa intestinal, causando úlceras e inflamação. O resultado é diarreia aquosa inicial seguida em alguns doentes de diarreia com sangue e muco, semelhante à da disenteria bacteriana.
4. EHEC ("Enterohemorragic E.coli" ; E.coli Entero-hemorrágica): causam diarreia aquosa inicial que pode progredir em colite hemorrágica e síndrome hemolítico-urémico (que ocorre em 5% das infecções por EHEC). Têm fímbrias aderentes e produzem uma toxina semelhante à shiga-toxina produzida pela Shigella. Podem provocar anemia, trombocitopenia e insuficiência renal aguda potencialmente perigosa.
5. DAEC ("Diffusely adherent E.coli"): causa diarreia aquosa em crianças pequenas.
6. EAEC ("Enteroaggregative E.coli" ; E.coli Enteroagregativa): Têm fímbrias, produzem toxinas semelhantes às da ETEC, resultando em diarreia aquosa ou hemorrágica persistente em crianças. As bactérias têm aparência característica, aglutinando-se umas às outras em "muros de tijolos".
7. UPEC ("Uropathogenic E.coli"): causa frequentemente infecções do trato urinário (ITU) em mulheres jovens. Têm receptores específicos para moléculas da membrana de células do epitélio da pelve renal. Produzem hemolisinas que lisam os eritrócitos.
8. SEPEC ("Septicemia Enteropathogenic E.coli") : causa frequente de intoxicação alimentar. Resiste ao sistema complemento.

## Causas

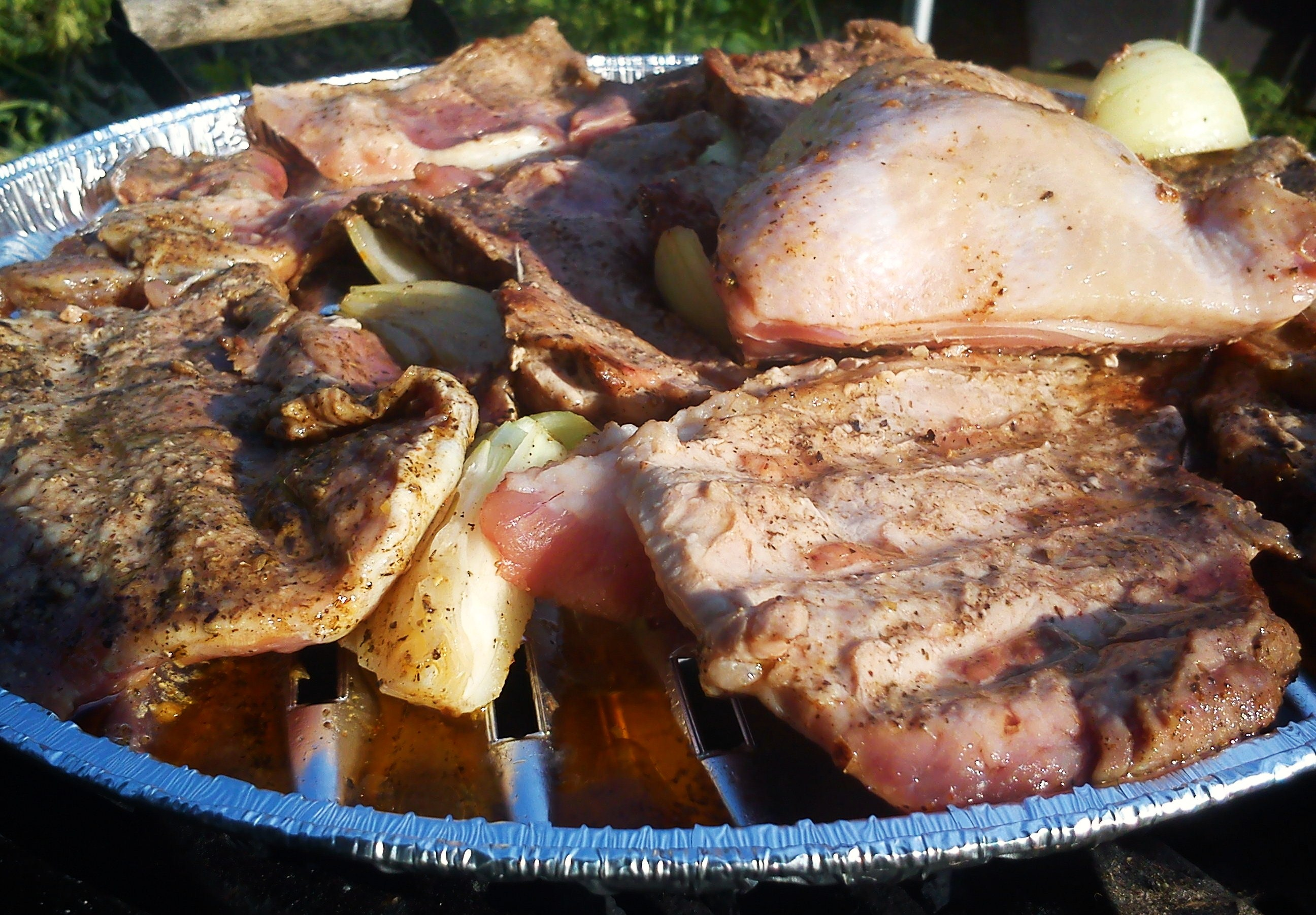
Carne mal cozida é uma das principais fontes de infecção por E coli no mundo.

O E. coli é transmitido por via orofecal a seres humanos e outros animais, geralmente por:
- Consumo de água contaminada por esgoto;
- Consumo de matéria fecal;
- Carne não cozida a mais de 71 °C;
- Leite ou queijos não-pasteurizados;
- Vegetais e legumes regados com água contaminada e mal lavados;
- Nadar em rios, lagos ou piscinas contaminados;
- Contato direto com o ambiente de animais infectados.

## Comorbidades
A E.coli está entre as principais causas de:
- Toxinfecção alimentar: é uma causa importante de Gastroenterites.
- Infecção do tracto urinário (ITU): é a mais frequente (cerca de 80% dos casos) causa desta condição em mulheres jovens, podendo complicar em pielonefrite. Resultam da ascensão do organismo do intestino pelo ânus até ao orifício urinário e invasão da uretra, bexiga e ureteres. Frequentemente causadas pelo serotipo UPEC. Também conhecida como cistite da lua de mel devido à propensão para aparecer em mulheres sexualmente activas.
- Colecistite
- Apendicite
- Peritonite: se perfurarem a parede intestinas ou do tracto urinário. A mortalidade é alta.
- Meningite: a maioria dos casos de meningite em neonatos é causada pela E.coli.
- Infecções de feridas
- Septicémia: causam 15% dos casos da multiplicação sanguínea frequentemente fatal; contra 20% por Staphylococcus aureus. É uma complicação de estágios avançados não tratados de doença nas vias urinárias ou gastrointestinais. A mortalidade é relativamente alta.

## Diagnóstico

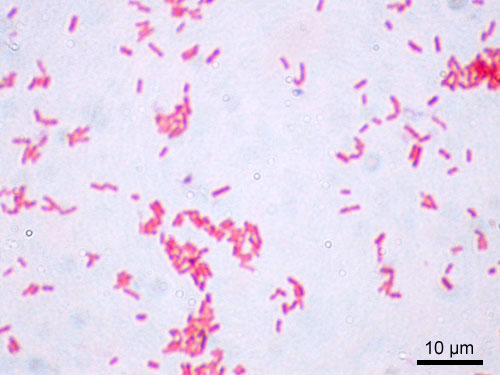
Aspecto típico de E.coli após técnica de Gram

O diagnóstico é feito pela cultura de amostras dos líquidos infectados e observação microscópica com análises bioquímicas. São usadas técnicas genéticas para identificar genes presentes no genoma da E.coli. Pode causar dor no final ao urinar, ardência. Causa hematuria (que é sangue), odor fétido.

## Tratamento
A E.coli pode ser resistente a um número crescente de antibióticos, mas uma estirpe raramente é a mais de dois ou três fármacos. A Escherichia coli é mais vulnerável à amicacina (98,6 por cento), gentamicina (96,2 por cento), nitrofurantoína (96,3 por cento), e às quinolonas (90,9 por cento) e norfloxacina (89,8 por cento), sendo mais resistente à sulfametoxazol-trimetoprima (50,6 por cento). A escolha do antibiótico é feita por testes in vitro de susceptibilidade. É recomendado também repouso e beber muita água potável para repor os líquidos perdidos por diarreia, suor e vômito.
Uma complicação grave possível é a síndrome hemolítico-urêmica (SHU) causada por substâncias tóxicas produzidas por algumas espécies de bactérias que destroem as células vermelhas do sangue, causando danos nos rins. Pode exigir cuidados intensivos, diálise renal e transfusões de sangue. Esse tipo de complicação é raro nos países desenvolvidos (apenas 1 caso em cada 100.000 habitantes por ano), mas são mais de 20 vezes mais comuns em países latinos e africanos.

## História
O seu nome vem do descobridor, Theodor Escherich (1857-1911), um médico alemão-austríaco nascido na Baviera. A descoberta ocorreu em 1885 e o seu nome foi dado à bactéria em 1919.

## Utilização científica e industrial
A E.coli foi e é muito estudada enquanto modelo geral para os mecanismos biológicos das bactérias, na disciplina de biologia molecular, tendo também um papel muito importante em bioengenharia e microbiologia industrial.
A E. coli é usada pela engenharia genética para produzir proteínas recombinantes. Em 1977 foi usada pela primeira vez para produzir insulina "humana" em laboratório.
Na Coreia do Sul, um experimento na universidade KAIST (Korea Advanced Institute of Science and Technology), produziu pequenas quantidades de biocombustível num processo que empregou micro-organismos. Anteriormente, micro-organismos geneticamente modificados geraram biodiesel, mas os pesquisadores coreanos conseguiram produzir biogasolina usando bactérias do tipo E.coli.